# La travessa de mitjanit
La travessa de mitjanit (títol original: Midnight Crossing) és una pel·lícula estatunidenca de Roger Holzberg estrenada l'any 1988. Ha estat doblada al català.

## Argument
A bord del iot 'Daohne Girl', quatre amics comparteixen un apassionant joc mortal, lluny de la seguretat de la riba. Un viatge ple d'angoixa, sobresalts i risc, intensificats per la presència d'un sorprenent intrús que encarna la versió moderna d'un pirata. Aquest joc per a tramposos no té regles; tan sols un perfecte escenari per jugar-lo: el luxós iot que, representant al principi un símbol de llibertat, es transforma ràpidament en una gàbia claustrofòbica i mortal, cruelment fuetejada per les onades i el vent.

## Repartiment
- Faye Dunaway: Helen Barton
- Kim Cattrall: Alexa Schubb
- John Laughlin: Jeff Schubb
- Ned Beatty: Ellis